# Sladest
Sladest – pierwszy kompilacyjny album angielskiego zespołu rockowego Slade, wydany 28 września 1973 roku. Od razu stał się numerem jeden na brytyjskiej liście przebojów. W Top 10 przebywał do 1974 roku, kiedy to ponownie zdobył pierwsze miejsce, po sukcesie Merry Xmas Everybody. Istnieją dwa alternatywne wydania tego albumu – brytyjskie i amerykańskie, które różnią się listą utworów.
W Wielkiej Brytanii już w pierwszym tygodniu po premierze Sladest osiągnął status srebrnej płyty, a dwa tygodnie później złotej za sprzedaż przekraczającą 200 tysięcy egzemplarzy.
Początkowo album miał być zatytułowany The Best of Slade.

## Lista utworów

### Wydanie brytyjskie
| 1.  | „Cum On Feel the Noize” (Holder/Lea)        | 4:29  |
|     |                                             |       |
| 2.  | „Look Wot You Dun” (Holder/Lea/Powell)      | 2:57  |
|     |                                             |       |
| 3.  | „Gudbuy T'Jane” (Holder/Lea)                | 3:31  |
|     |                                             |       |
| 4.  | „One Way Hotel” (Holder/Lea/Powell)         | 2:39  |
|     |                                             |       |
| 5.  | „Skweeze Me Pleeze Me” (Holder/Lea)         | 4:35  |
|     |                                             |       |
| 6.  | „Pouk Hill” (Holder/Lea/Powell)             | 2:24  |
|     |                                             |       |
| 7.  | „Shape of Things to Come” (Mann/Weil)       | 2:17  |
|     |                                             |       |
| 8.  | „Take Me Bak 'Ome” (Holder/Lea)             | 3:13  |
|     |                                             |       |
| 9.  | „Coz I Luv You” (Holder/Lea)                | 3:24  |
|     |                                             |       |
| 10. | „Wild Winds Are Blowing” (Winsley/Saker)    | 2:38  |
|     |                                             |       |
| 11. | „Know Who You Are” (Holder/Lea/Hill/Powell) | 2:53  |
|     |                                             |       |
| 12. | „Get Down and Get With It” (Marchan)        | 3:48  |
|     |                                             |       |
| 13. | „Look at Last Nite” (Holder/Lea)            | 3:05  |
|     |                                             |       |
| 14. | „Mama Weer All Crazee Now” (Holder/Lea)     | 3:44  |
|     |                                             |       |
|     |                                             | 45:37 |
|     |                                             |       |

### Wydanie amerykańskie
| 1.  | „Cum on Feel the Noize” (Holder/Lea)    | 4:30  |
|     |                                         |       |
| 2.  | „Look Wot You Dun” (Holder/Lea/Powell)  | 3:05  |
|     |                                         |       |
| 3.  | „Gudbuy T'Jane” (Holder/Lea)            | 3:31  |
|     |                                         |       |
| 4.  | „My Friend Stan” (Holder/Lea)           | 2:55  |
|     |                                         |       |
| 5.  | „Skweeze Me Pleeze Me” (Holder/Lea)     | 4:35  |
|     |                                         |       |
| 6.  | „Take Me Bak 'Ome” (Holder/Lea)         | 3:05  |
|     |                                         |       |
| 7.  | „Coz I Luv You” (Holder/Lea)            | 3:23  |
|     |                                         |       |
| 8.  | „My Town” (Holder/Lea)                  | 3:15  |
|     |                                         |       |
| 9.  | „Get Down and Get With It” (Marchan)    | 3:48  |
|     |                                         |       |
| 10. | "Mama Weer All Crazee Now" (Holder/Lea) | 3:42  |
|     |                                         |       |
|     |                                         | 35:49 |
|     |                                         |       |

## Chart performance
| Notowanie (1973)                    | Najwyższa pozycja | Ilość tygodni |
| ----------------------------------- | ----------------- | ------------- |
| Australijska (ARIA) lista przebojów | 1                 | 17            |
| Austriacka lista przebojów          | 10                | 4             |
| Kanadyjska lista przebojów          | 75                | 8             |
| Fińska lista przebojów              | 1                 | ?             |
| Niemiecka lista przebojów           | 3                 | ?             |
| Norweska lista przebojów            | 4                 | 20            |
| Brytyjska lista przebojów           | 1                 | 24            |
| U.S. Billboard 200                  | 129               | ?             |

## Skład

### Slade
- Noddy Holder – wokal, gitara rytmiczna
- Dave Hill – gitara
- Jim Lea – gitara basowa, skrzypce w „Coz I Luv You”
- Don Powell – perkusja

### Produkcja
- Chas Chandler – producent
- Bob Houston – wkładka
- Gered Mankowitz – fotografia